# Midden-Duits voetbalkampioenschap 1932/33
In 1932/33 werd het 31ste en laatste voetbalkampioenschap gespeeld dat georganiseerd werd door de Midden-Duitse voetbalbond. Dresdner SC werd kampioen en PSV Chemnitz vicekampioen. Beide clubs plaatste nzich zo voor de eindronde om de Duitse landstitel. PSV Chemnitz verloor in de eerste ronde van FSV Frankfurt en Dresdner SC van Arminia Hannover.
Na dit seizoen kwam de NSDAP aan de macht en werden alle regionale voetbalbonden opgeheven. De Gauliga werd ingevoerd als hoogste klasse en de clubs uit Midden-Duitsland gingen in de Gauliga Mitte en Gauliga Sachsen spelen.

## Deelnemers aan de eindronde
| Club                         | Gekwalificeerd als           |
| ---------------------------- | ---------------------------- |
| Singer TuSV Wittenberge 1926 | Kampioen van Altmark         |
| SV Viktoria 1903 Zerbst      | Kampioen van Anhalt          |
| VfL 08 Duderstadt            | Kampioen van Eichsfeld       |
| FV 1911 Fortuna Magdeburg    | Kampioen van Elbe            |
| SV Sturm 1901 Beierfeld      | Kampioen van Ertsgebergte    |
| FC Germania 1900 Halberstadt | Kampioen van Harz            |
| BSC 1907 Sangerhausen        | Kampioen van Kyffhäuser      |
| PSV 1921 Chemnitz            | Kampioen van Midden-Saksen   |
| VfL 1911 Bitterfeld          | Kampioen van Mulde           |
| Erfurter SC 1895             | Kampioen van Noord-Thüringen |
| SC Wacker 1895 Leipzig       | Kampioen van Groot-Leipzig   |
| BC Sportlust Zittau          | Kampioen van Opper-Lausitz   |
| FC Wacker 1910 Gera          | Kampioen van Osterland       |
| Dresdner SC                  | Kampioen van Oost-Saksen     |
| Guts-Muts Dresden            | Derde plaats van Oost-Saksen |
| 1. SV Jena 03                | Kampioen van Oost-Thüringen  |
| Hallescher FC Wacker         | Kampioen van Saale           |
| TuRV 1861 Weißenfels         | Kampioen van Saale-Elster    |
| SpVgg 1906 Falkenstein       | Kampioen van Vogtland        |
| FC Wacker 1907 Gotha         | Kampioen van Wartburg        |
| VfB Glauchau 1907            | Kampioen van West-Saksen     |
| SpVgg Gelb-Rot Meiningen     | Kampioen van West-Thüringen  |
| SV 08 Steinach               | Kampioen van Zuid-Thüringen  |

## Eindronde

### Eerste ronde
| Team 1                | Uitslag | Team 2                       |
| --------------------- | ------- | ---------------------------- |
| BSC 1907 Sangerhausen | 0:1     | FC Germania 1900 Halberstadt |
| Erfurter SC 1895      | 13:1    | VfL 1908 Duderstadt          |
| VfB Glauchau 1907     | 8:0     | SV Sturm 1901 Beierfeld      |
| TuRV 1861 Weißenfels  | 2:1     | VfL 1911 Bitterfeld          |
| SV Viktoria 03 Zerbst | 8:1     | Singer TuSV Wittenberge 1926 |
| FC Wacker 1910 Gera   | 3:1     | FC Wacker 1907 Gotha         |

### Tweede ronde
| Team 1                    | Uitslag | Team 2                       |
| ------------------------- | ------- | ---------------------------- |
| Dresdner SC               | 8:1     | SV Viktoria 03 Zerbst        |
| FV 1911 Fortuna Magdeburg | 6:1     | FC Germania 1900 Halberstadt |
| Erfurter SC 1895          | 5:1     | SpVgg Gelb-Rot Meiningen     |
| BC Sportlust Zittau       | 2:3     | SC Wacker 1895 Leipzig       |
| SpVgg 1906 Falkenstein    | 0:7     | PSV 1921 Chemnitz            |
| SV 08 Steinach            | 3:0     | FC Wacker 1910 Gera          |
| VfB Glauchau 1907         | 3:2     | 1.SV 1903 Jena               |
| Hallescher FC Wacker      | 2:0     | TuRV 1861 Weißenfels         |

### Kwartfinale
| Team 1                 | Uitslag  | Team 2                    |
| ---------------------- | -------- | ------------------------- |
| Dresdner SC            | 5:0      | VfB Glauchau 1907         |
| PSV 1921 Chemnitz      | 3:2 n.v. | Erfurter SC 1895          |
| Hallescher FC Wacker   | 1:4      | FV 1911 Fortuna Magdeburg |
| SC Wacker 1895 Leipzig | 3:1      | SV 08 Steinach            |

### Halve Finale
| Team 1            | Uitslag | Team 2                 |
| ----------------- | ------- | ---------------------- |
| Dresdner SC       | 6:0     | SV Fortuna Magdeburg   |
| PSV 1921 Chemnitz | 4:3     | SC Wacker 1895 Leipzig |

### Finale
| Team 1      | Uitslag | Team 2            |
| ----------- | ------- | ----------------- |
| Dresdner SC | 3:1     | PSV 1921 Chemnitz |